# Palazzo Donn'Anna
El Palazzo Donn'Anna, situado al inicio de la Via Posillipo, es un palacio monumental del siglo XVII, uno de los más célebres de la ciudad de Nápoles, Italia.

## Historia

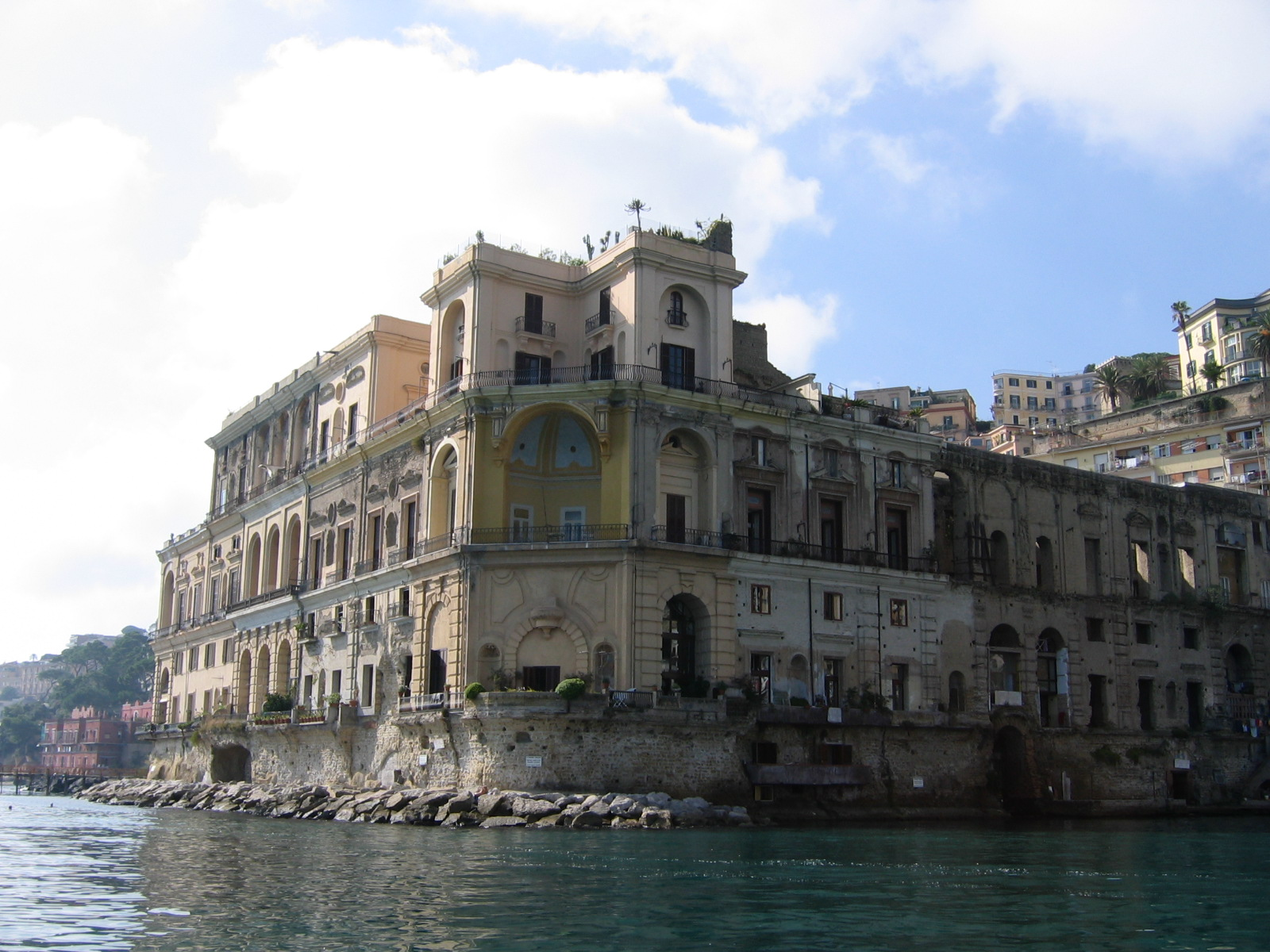
El palacio visto desde el mar.

Los orígenes del palacio se remontan a finales de los años treinta del siglo XVII, cuando fue construido por voluntad de Anna Carafa, consorte del virrey Ramiro Núñez de Guzmán, duque de Medina de las Torres. El proyecto para su construcción se encargó al arquitecto más importante de la ciudad en esa época, Cosimo Fanzago, que en 1642 realizó un diseño según los cánones del barroco napolitano, que contemplaba entre otras cosas la realización de un doble punto de entrada, uno desde el mar y otro de la calle que recorre la costa de Posillipo, que conduce al patio interior del edificio. Para la construcción del palacio fue necesario demoler una casa preexistente del siglo XVI, la llamada Villa Bonifacio. Sin embargo, Fanzago no consiguió completar la obra debido a la prematura muerte de doña Anna, producida en un contexto de insurgencia popular a causa de la caída temporal del virreinato español, con la consiguiente fuga de su marido hacia Madrid en 1648.

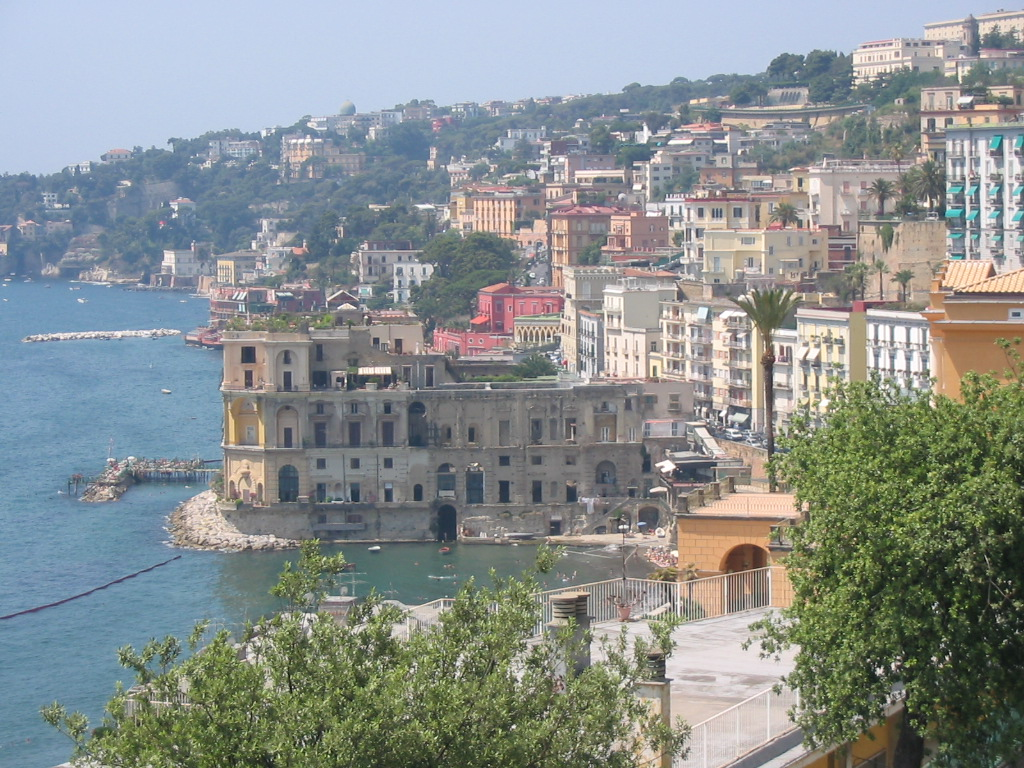
El palacio visto desde la Via Orazio.

El edificio, que se quedó sin terminar, asumió el espectacular atractivo de una ruina antigua confundida entre los restos de las villas romanas y las cuevas que caracterizan el litoral de Posillipo. En su interior, es de notable interés el teatro, abierto hacia el mar, desde el cual se disfruta de un bello panorama de la ciudad partenopea, sede actual de la Fondazione Culturale Ezio De Felice.
El palacio sufrió algunos daños durante la revuelta de Masaniello de 1647 y durante el terremoto de 1688. En el curso del siglo XIX fueron numerosos los cambios de propiedad del palacio, que hicieron que sus propietarios intentaran de vez en cuando modificar su uso, convirtiéndolo primero en una fábrica de cristales (1824) y posteriormente en un hotel (con la compra de los Geisser en torno a 1870). En años posteriores se sucedieron otros nuevos propietarios, como el Banco de Italia en 1894 y los Genevois dos años más tarde.
El edificio no es visitable actualmente y no constituye ningún museo, ya que está utilizado completamente como vivienda privada, dividido en varios condominios. El punto de acceso a terceros más cercano al palacio es la adyacente playa privada.

## El palacio en las leyendas

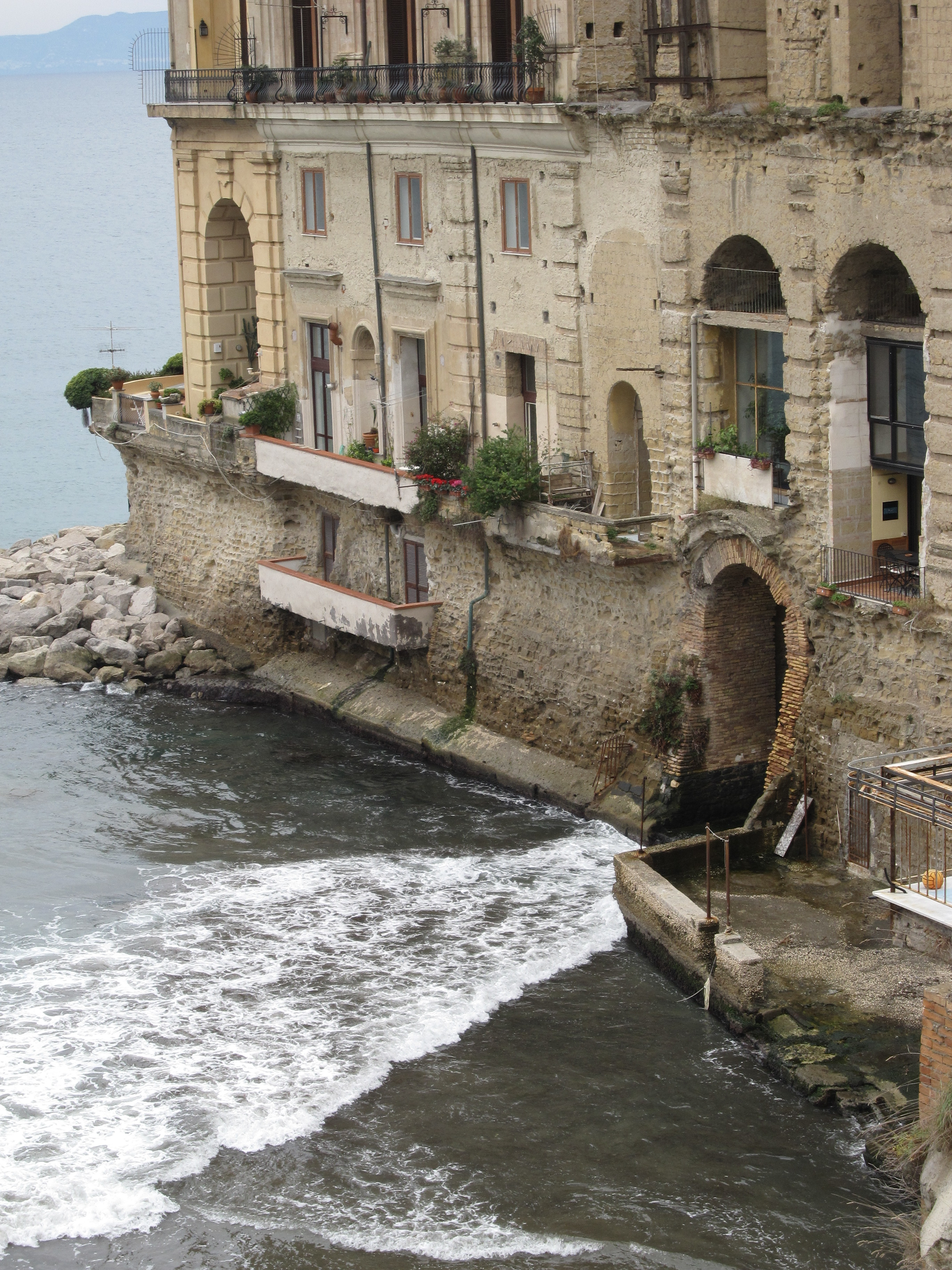
Detalle del palacio.

El palacio es el escenario de una de las leyendas napolitanas más célebres escritas por Matilde Serao. En el libro Leggende napoletane la escritora lo describía así:

El gris palacio se erige en el mar. No se desmorona, pero nunca fue terminado; no cae, no caerá, porque la fuerte brisa marina solidifica y oscurece sus paredes, porque la ola del mar no es pérfida como la de los lagos y los ríos, asalta pero no corroe. Las ventanas altas, anchas, sin cristales, parecen ojos sin pensamiento; en los portones donde desaparecieron los pasos del umbral, entra bromeando y riendo la ola azul, incrusta en la piedra sus conchas, mete la arena en los patios, dejando allí la verde y brillante plantación de las algas. Por la noche el palacio se hace negro, intensamente negro; se serena el cielo sobre su cima, brillan las altas y bellísimas estrellas, centellea el mar de Posillipo, de las villas perdidas en los matorrales salen cantos melancólicos de amor y las melancólicas notas de la mandolina: el palacio sigue siendo sombrío y bajo sus techos retumba la ola marina…

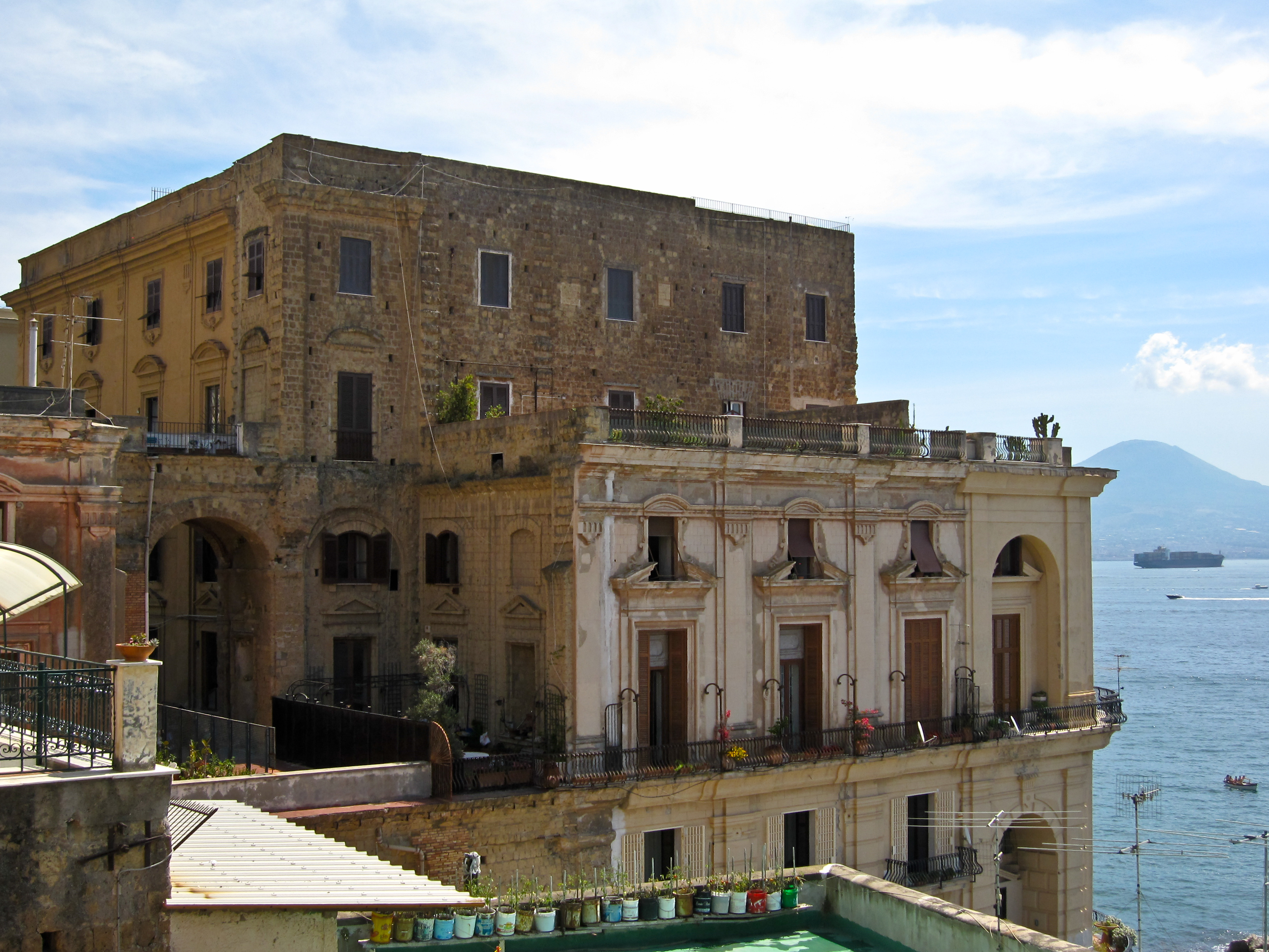
El palacio visto desde la parte posterior.

En las creencias populares, doña Anna es confundida con la famosa reina Juana de Anjou, que se habría encontrado aquí con sus jóvenes amantes, escogidos entre los pescadores, con los cuales pasaba apasionadas noches de amor, para posteriormente matarlos al alba haciéndolos caer del palacio. La leyenda afirma que las almas de estos desventurados jóvenes todavía deambulan en los subterráneos de la antigua residencia, mirando hacia el mar y lamentándose. Otros sin embargo cuentan que la reina hacía salir a sus amantes con una barca de remos desde la entrada que da hacia el mar, la que puede verse actualmente desde la playa, todavía usada por los inquilinos actuales para acceder a las embarcaciones.
Otra leyenda urbana, contada por la propia Matilde Serao, narra de un fantasma de la joven y bellísima Mercedes de las Torres, que en una escena teatral besó al noble Gaetano di Casapenna, amante de la virreina Anna Carafa. La joven, nieta de la noble Carafa, desapareció misteriosamente. Así concluye Serao sobre la leyenda del Palazzo Donn'Anna:

¿Esos fantasmas son los de los amantes? ¡Oh divinos, divinos fantasmas! ¿Por qué nosotros no podemos, como vosotros, penar de amor también después de la muerte?

## El palacio en la literatura
Para Raffaele La Capria, que hizo del edificio uno de los escenarios de su Ferito a morte, se trata de una «majestuosa mole decadente, casi una ruina, pero bellísima, situada junto al mar». El palacio también ha sido definido como «una sinécdoque particularmente eficaz de la ciudad de Nápoles, símbolo indiscutible de la victoria inevitable de la Naturaleza sobre la Historia».

## Galería de imágenes

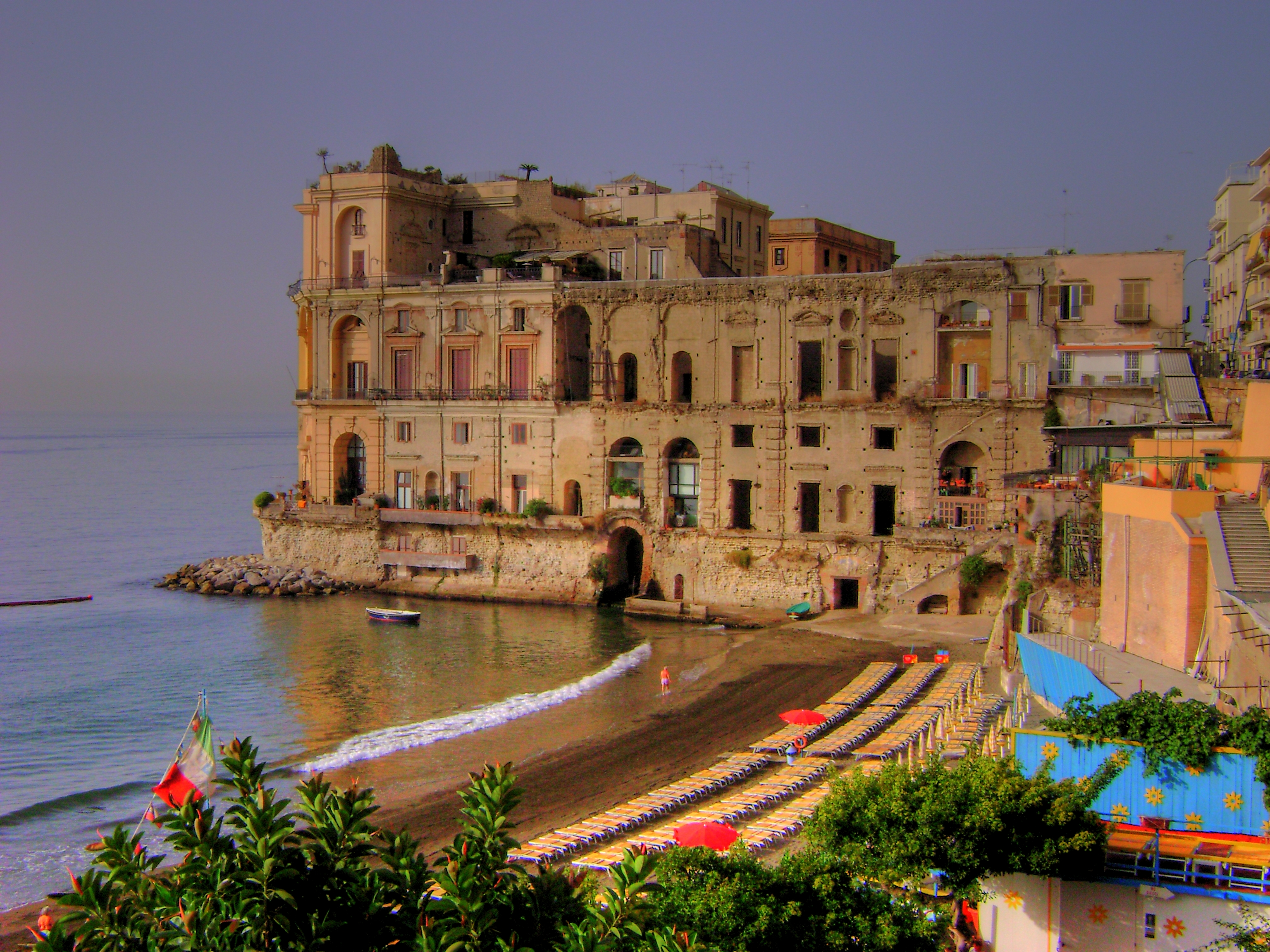
Otra vista del palacio.
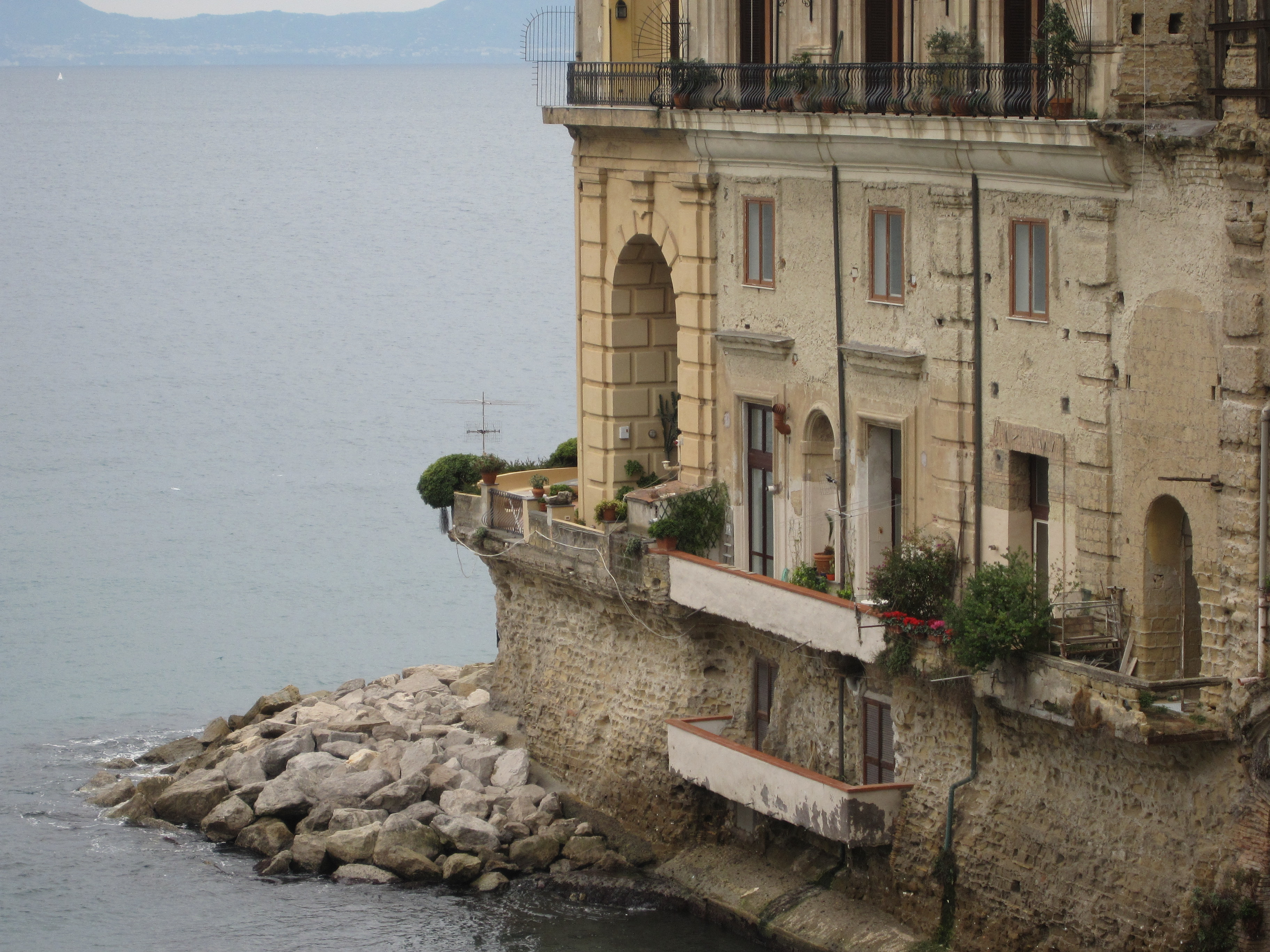
Detalle de la fachada principal.
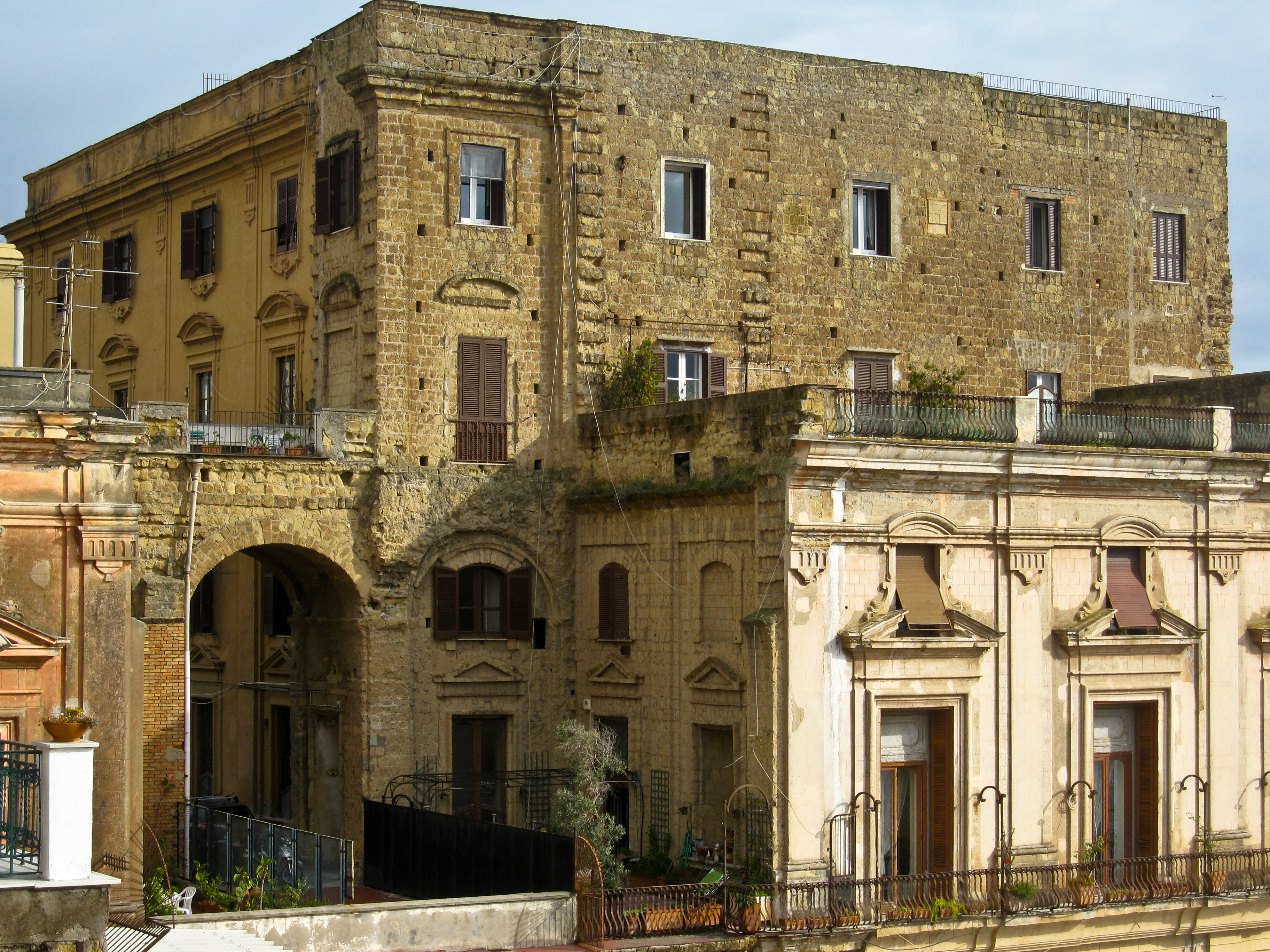
Detalle de la parte posterior del palacio.